# Michael Heuberger
Michael Heuberger (geboren am 5. Oktober 1946 in Schutterwald; gestorben am 12. September 2022) war ein deutscher Fotograf, der vor allem als Sportfotograf tätig war.

## Leben
Heuberger wurde in Schutterwald geboren und hatte sechs Geschwister. Er besuchte acht Jahre lang die Volksschule und lernte im Anschluss in Offenburg den Beruf des Kunstglasers. Nach dem Dienst bei der Bundeswehr in Germersheim und Karlsruhe arbeitete Heuberger beim Burda-Verlag als Tiefdruckretuscheur. Im Anschluss an seine berufliche Tätigkeit als Retuscheur arbeitete Heuberger als Sportfotograf. Er war seit dem 15. Oktober 1966 verheiratet, das Paar hatte zwei Kinder und lebte zuletzt im Bad Dürrheimer Ortsteil Sunthausen. Michael Heuberger starb im Alter von 75 Jahren nach schwerer Krankheit.

## Werk
Heuberger fotografierte zunächst als Amateur, er brachte sich das Handwerk des Fotografen selbst bei. Erste Sportfotografien machte er bei den Vereinen TuS Schutterwald und TuS Hofweier. Während seiner Tätigkeit als Sportfotograf war er überwiegend bei Handballspielen aktiv. Er fotografierte aber auch bei der Weltmeisterschaft im Kunstradfahren 1999 auf Madeira, bei Fußballspielen des SC Freiburg, beim Skispringen und bei Leichtathletikwettkämpfen.
Er fotografierte zahlreiche Spiele der Auswahlmannschaften des Deutschen Handballbunds.
Von 1994 bis 2016 fotografierte Heuberger bei allen 24 Handball-Europameisterschaften der Frauen und der Männer und war dabei auch für die Europäische Handballföderation (EHF) tätig.
Auch für die Internationale Handballföderation war Heuberger als offizieller Fotograf bei Handballturnieren aktiv, so beim olympischen Handballturnier 2008 in Peking.

## Mitgliedschaften
Er war Mitglied der Handballkommission der Association Internationale de la Presse Sportive.

## Auszeichnungen
Heuberger erhielt für seine Arbeit als Medienvertreter Auszeichnungen und Preise der EHF. Die EHF zeichnete ihn im Jahr 2016 für besondere mediale Verdienste im Handball mit dem Sian Rowland Special Media Award aus.
Ein Foto Heubergers, das Heidi Løke im Jahr 2011 bei einem Länderspiel zeigt, wurde von der Internationalen Handballföderation zum IHF-Welthandballfoto 2011 (IHF World Handball Photo of 2011) gekürt.